# Michail Alexejewitsch Kostyljow
Michail Alexejewitsch Kostyljow (russisch Михаил Алексеевич Костылёв; * 1900; † 1974) war ein sowjetischer Diplomat.

## Leben
1937 trat Kostyljow in den Dienst des Volkskommissariats für Auswärtige Angelegenheiten der UdSSR und war Wirtschaftsattaché in Rom unter Benito Mussolini.
Von 1942 bis April 1944 war er Gesandtschaftsrat in Ankara.
Von April 1944 bis 4. Juni 1944 war er direkter Vertreter der sowjetischen Regierung unter Josef Stalin bei der Regierung von Pietro Badoglio in Caserta und anschließend bei Ivanoe Bonomi bis 1945 in Rom.
Von 1945 bis Januar 1954 war er außerordentlicher und bevollmächtigter Botschafter der UdSSR in Italien.
Januar 1954 bis 10. November 1956 wurde er im Außenministerium in Moskau beschäftigt.
Von 10. November 1956 bis 10. November 1959 war er außerordentlicher und bevollmächtigter Botschafter der UdSSR in Buenos Aires, Argentinien. Aus Buenos Aires wurde er ausgewiesen und ihm vorgeworfen zu den Themen Gewerkschaften, Studenten und Kultur agitiert zu haben.
Von 10. November 1959 bis 1969 wurde er im Außenministerium in Moskau beschäftigt.
Michail Kostyljow war Mitglied der KPdSU.